# Amina Yusifguizi
 (mai 2024).
Amina Yusifguizi (en azéri : Əminə Yusifqızı ; en fait Yusifgardash guizi) née le 24 septembre 1936 à Bakou, est une actrice, artiste du peuple de la République d'Azerbaïdjan.

## Biographie
Diplômée de l'Université pédagogique d'État d'Azerbaïdjan (1961), Amina Yusifguizi est connue pour ses nombreuses performances intéressantes au Théâtre des Jeunes Spectateurs alors qu'il était encore à l'école.  En 1964-1974 elle travaille au Théâtre dramatique et à partir de 1974 au studio de cinéma Azerbaïdjanfilm. Des activités sont également proposées dans le domaine du doublage et du sonorisation. Elle est connue comme un maître de la récitation artistique.  
En 1958-1964, elle est actrice du Théâtre national des jeunes spectateurs d'Azerbaïdjan et du Théâtre dramatique national d'Azerbaïdjan en 1964-1974. Depuis 1974, elle travaille au studio de cinéma Azerbaijanfilm.

## Ses rôles
- Gulu (Anajan, Y. Azimzade),
- Sabira (La Dernière Lettre, R. Ismayilov),
- Humay (Poème du Komsomol, I. Cochgun ; basé sur le poème du même nom de Samad Vurgun),
- Ulkar ( Blessure des mots, G. Rasulov),
- Aliman (Champ de mère, Chingiz Aitmatov),
- Esse (Le disciple du diable, Bernard Shaw),
- dans les films et les émissions de télévision Pain partagé, Pourquoi tu te tais ?, les enfants de notre rue, Professeur de musique[3].

## Prix
- Artiste émérite de la RSS d'Azerbaïdjan — 1er décembre 1982
- Prix Jafar Jabbarli (2010)[4]
- Ordre de la Gloire (Azerbaïdjan) (14 septembre 2016)[5]